# Vinnie Colaiuta
Vinnie Colaiuta (* 5. února 1956 Brownsville, Pensylvánie, USA) je americký bubeník. Od roku 1978 působil v doprovodné skupině Franka Zappy. Během své kariéry hrál s hudebníky mnoha rozličných stylů a žánrů, jako jazz, rock i heavy metal. Hrál na desítkách alb dalších interpretů, mezi které patří Leonard Cohen, Bette Midler, Barbra Streisandová, Megadeth, Trevor Rabin, Herbie Hancock, Joe Satriani a mnoho dalších. Byl členem koncertních skupin Jeffa Becka a Stinga.